# Василечко Сергій Васильович
Сергі́й Васи́льович Василе́чко — солдат Збройних сил України, учасник російсько-української війни, що відзначився у процесі російського вторгнення в Україну в 2022 році.

## Нагороди
- Орден «За мужність» III ступеня (2022) — за особисту мужність і самовіддані дії, виявлені у захисті державного суверенітету та територіальної цілісності України, вірність військовій присязі[1].